# Eksperymentalna analiza zachowania
Eksperymentalna analiza zachowania – paradygmat badawczy stworzony przez B. Skinnera.
Paradygmat ten wywodzi się z szerszej orientacji badawczej jaką jest behawioryzm.
Celem eksperymentalnej analizy zachowania jest określenie uniwersalnych praw, jakie rządzą zachowaniem ludzi i zwierząt (ang. behavior). Prawa te określa się z uwzględnieniem dwóch czynników – biologicznego i temporalnego.
Prawa te opisywane są poprzez szereg pojęć, do których należą m.in.: wzmocnienie (wzmocnienie pozytywne lub wzmocnienie negatywne), kara, generalizacja bodźca, bodziec dyskryminacyjny, reakcja sprawcza.
W oparciu o odkrycia eksperymentalnej analizy zachowania stworzono nową technikę diagnostyczną tzw. stosowana analiza behawioralna.